# Museu de Belles Arts Gravina
El Museu de Belles Arts Gravina o MUBAG és un museu ubicat a la ciutat d'Alacant. Inaugurat el 14 de desembre de 2001, està dedicat al món de l'art alacantí comprés entre el segle xvi i els inicis del segle xx.

## L'edifici
El MUBAG se situa al Palau Gravina, antiga llar del comte de Lumiares. És del segle xviii, construït entre 1748 i 1808, i s'ubica dins del nucli històric alacantí. Es va edificar sobre els enderrocs que va deixar la Guerra de Successió en aquesta àrea. Va ser rehabilitat entre 1998 i 2001. Està declarat Monument Històric Artístic de caràcter local.
És un edifici de planta lleugerament trapezoïdal, amb tres crugies paral·leles a la façana principal. Té un gran vestíbul que compleix les funcions de pati de ventilació. L'escala principal està desplaçada i se situa a la tercera crugia. El palau té tres plantes i són també tres els buits que s'obrin per planta a la façana principal. La portada és de llinda amb pilastres de capitells compostos d'una fila d'acant. Constitueix una unitat arquitectònica amb l'edifici annex, sent una de les cases palau de major volum de la ciutat.

## Col·lecció

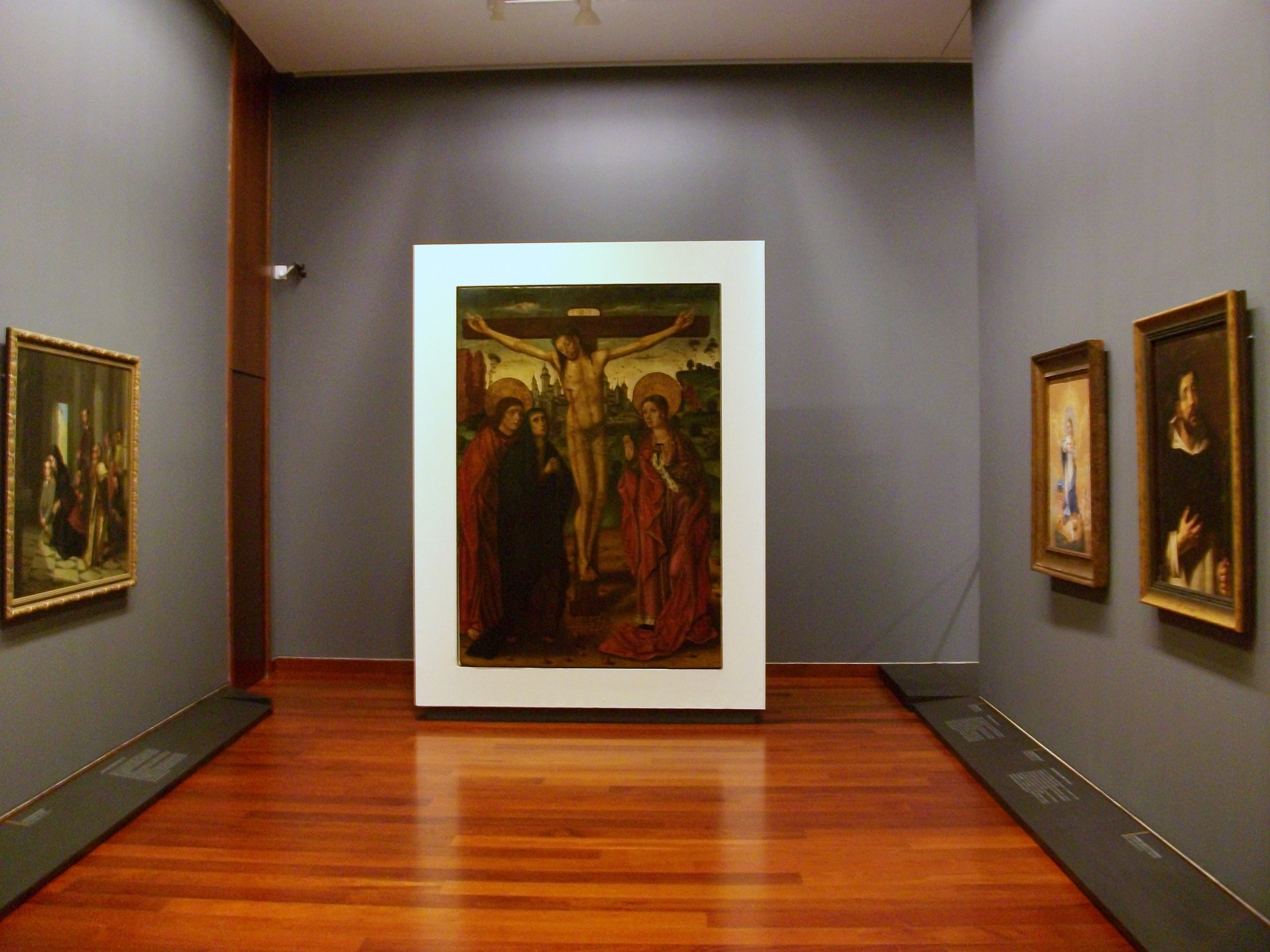
Interior del museu

Compta amb un fons de 2.000 obres, provinents de la Diputació d'Alacant, de les quals al voltant de 500 són en exposició. Parteix d'un eix cronològic, tot contextualitzant les èpoques amb mobiliari i tèxtil del moment.
El museu està dedicat a la pintura i escultura alacantina, des del segle xvi fins a les primeres dècades del segle xx. En el museu s'exposen prop de 500 obres procedents, destacant, entre d'altres, la taula de l'segle xvi El calvari, del mestre Roderic d'Osona, l'escultura de Sant Joan de Déu de Salzillo (segle xviii) i un retrat de Ferran VII del pintor valencià Vicent López. El museu compta amb diverses obres dels pintors de la zona més importants del segle xix: Antoni Gisbert (del qual es conserva una versió de Els comuners de Castella), Joaquín Agrasot, Lorenzo Casanova o Ferran Cabrera. En les seues obres es reflecteixen les principals tendències vuitcentistes: historicisme, costumisme, retrats, paisatges.

### Obres destacades
- La Crucifixió, de Roderic d'Osona (primer terç s. xvi)
- Sant Llorenç màrtir, de Nicolau Borràs (c. 1580)
- Sant Pere màrtir, de Geroni Espinosa (s. xvii)
- La màscara real, de Francesc Tramulles (1764)
- Retrat de cavaller, de Josep Peyret (1812)
- Retrat de Joaquim Sorolla, de Fernando Cabrera Cantó (finals del s. xix)
- Vora mar - mediterrània, de Vicent Cortina i Salvador Octavio (1970)